# Agarica

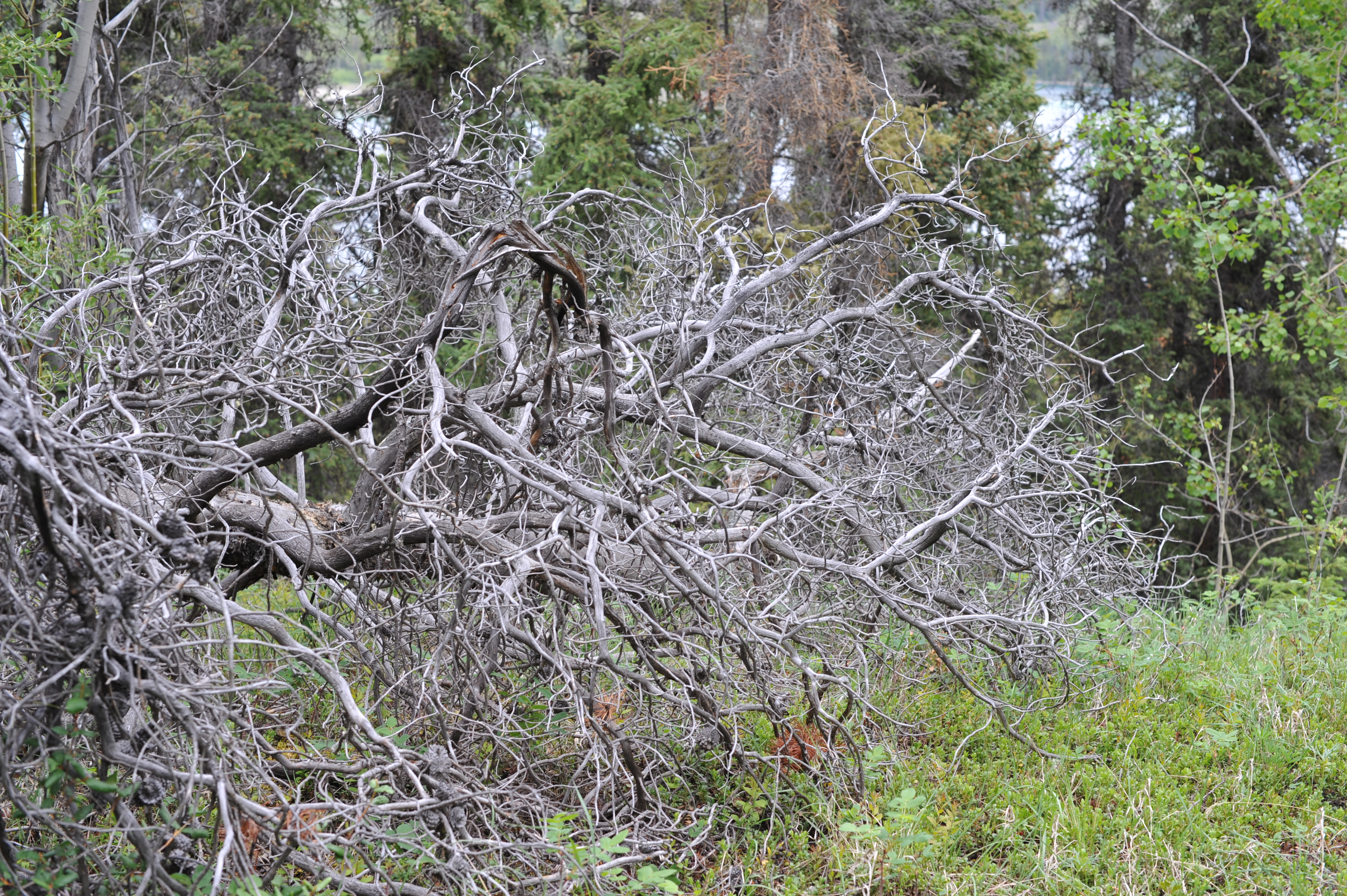
Jedna z ilustracji w czasopiśmie

Agarica – wydawane w Norwegii czasopismo naukowe poświęcone mykologii. Wychodzi raz w roku publikując recenzowane artykuły oryginalne dotyczące wszystkich dziedzin mykologii. Są to prace naukowe, artykuły przeglądowe i krótkie artykuły naukowe, wydania popularyzatorskie bardziej obszernych artykułów naukowych, krótkie notatki i recenzje książek. Artykuły publikowane są w języku norweskim, szwedzkim, duńskim i angielskim. Numery czasopisma są dostępne w formie prenumeratury.
Nr 40 to wydanie specjalne, w którym opisano wszystkie gatunki śluzowców (Myxomycota) Norwegii.